# Kirche Albertshausen (Bad Wildungen)

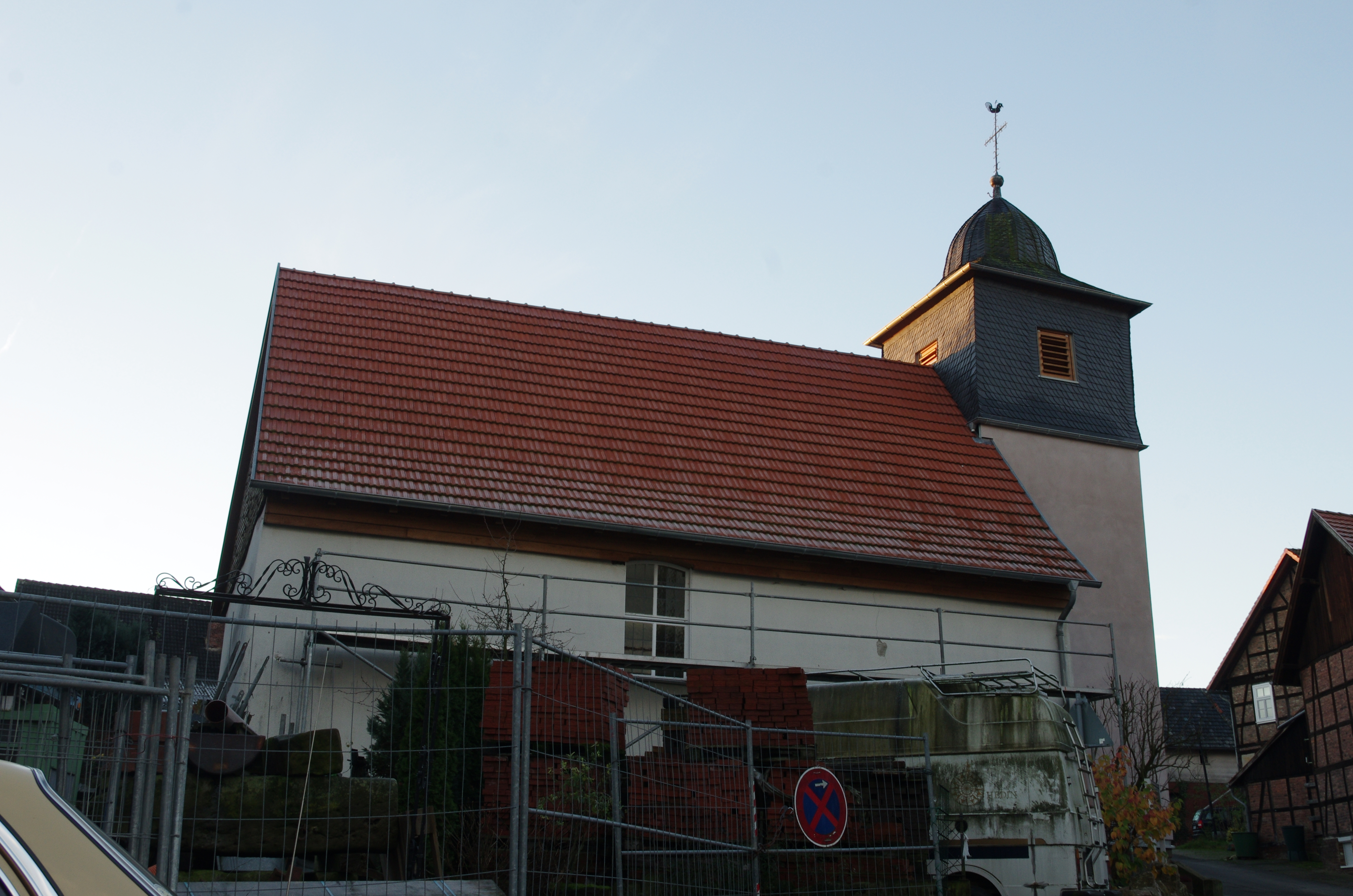
Kirche Albertshausen

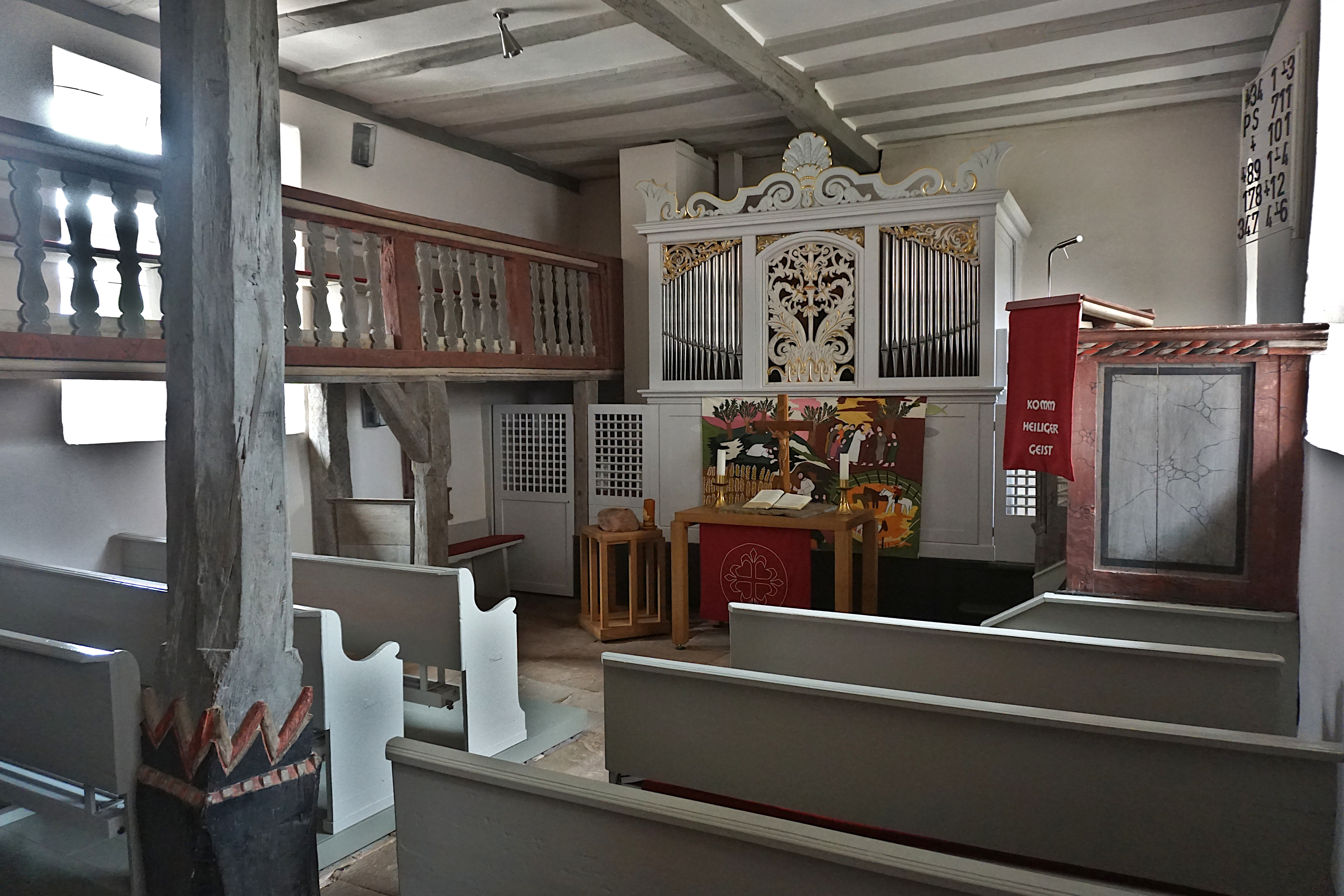
Innenraum der Kirche

Die evangelisch-unierte Kirche Albertshausen steht in Albertshausen, einem Ortsteil von Bad Wildungen im Landkreis Waldeck-Frankenberg von Hessen. Die Kirchengemeinde gehört zum Kirchenkreis Eder im Sprengel Marburg der Evangelischen Kirche von Kurhessen-Waldeck.

## Beschreibung

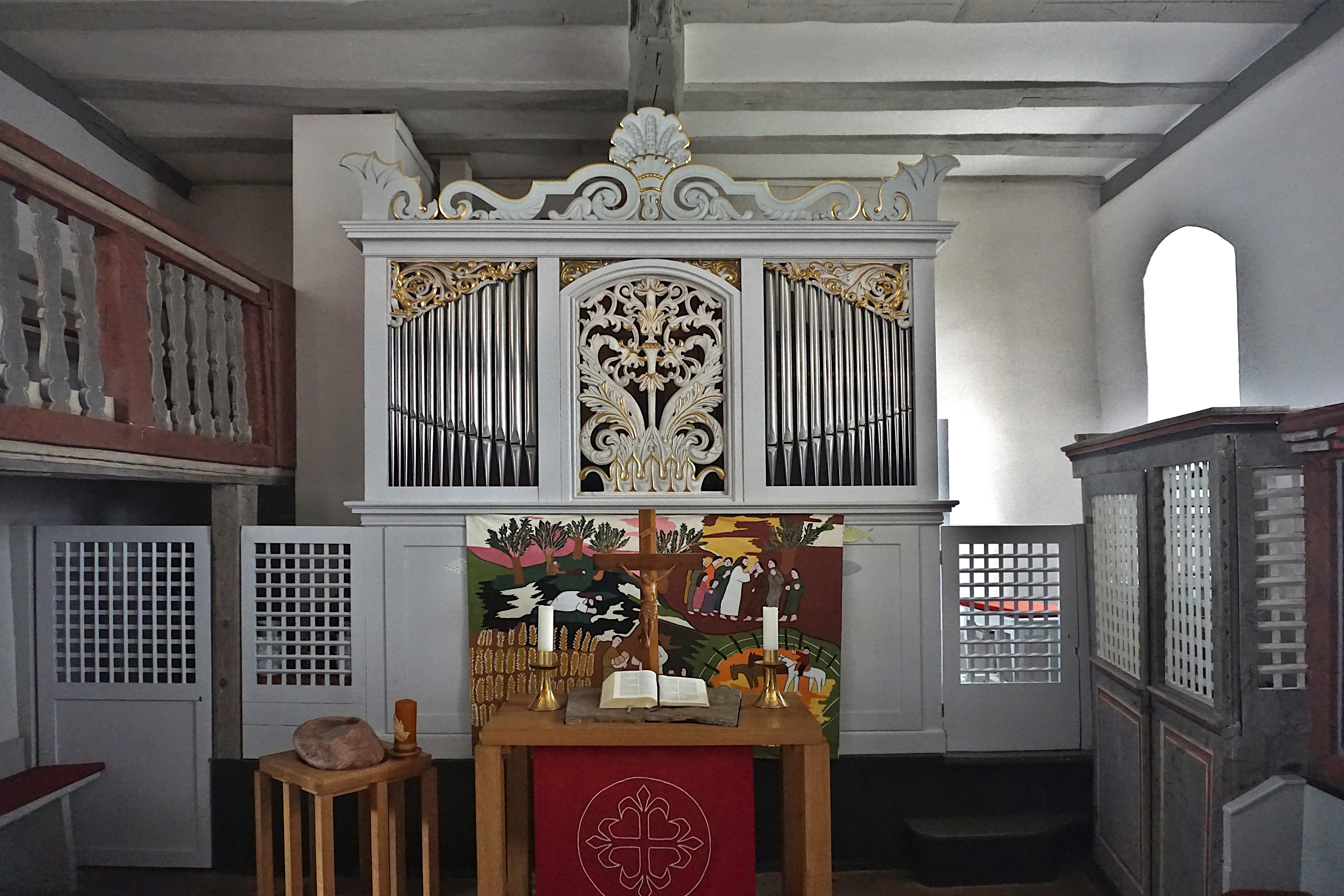
Orgel von Jacob Vogt

Vor 1532 wurde eine gotische Kapelle gebaut. Im 16. und 17. Jahrhundert war sie Begräbnisstätte der Familie von Geismar. Aus dem Jahr 1582 stammt das Taufbecken, das an die von Geismar erinnert, wie auch das Epitaph für Gunter-Friedrich von Geismar aus dem Jahr 1587. Die Empore wurde 1746 eingebaut. Die Kapelle wurde ab 1783 zur spätbarocken Saalkirche umgebaut. Die Fenster wurden vergrößert und im Westen wurde ein Kirchturm aus Holzfachwerk angebaut, dessen oberstes, schiefergedecktes Geschoss Klangarkaden hat, hinter denen sich der Glockenstuhl befindet. Bedeckt ist der Turm mit einer achtseitigen, glockenförmigen Haube. 
Das mit einem Satteldach bedeckte Kirchenschiff ist im Innern mit einer Flachdecke überspannt, die von achteckigen, hölzernen Pfeilern getragen wird. Die Orgel mit sechs Registern, einem Manual und einem Pedal in einem spätklassizistischen Prospekt wurde um 1864 von Jakob Vogt gebaut.